# Stilbops acicularis
Stilbops acicularis là một loài tò vò trong họ Ichneumonidae.